# Ozza Mons

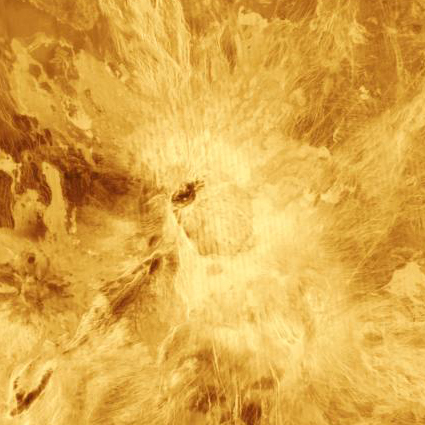
Ozza Mons, Radarbild der Sonde Magellan

Der Ozza Mons – lateinisch für Berg der Ozza, nach einer von den Koreischiten verehrten persischen Göttin – ist ein Schildvulkan auf der Venus.
Der Vulkanberg ist 507 Kilometer breit. Seine Höhe beträgt ungefähr sechs Kilometer. Er befindet sich bei 4,5° nördlicher Breite und 201° östlicher Länge in der Atla Regio. Seine erstarrten Lavaströme liegen südlich des Berges und ihr „Wirkungskreis“ erstreckt sich über rund 300 Kilometer. Wie bei allen Vulkanen auf der Venus gibt es keine beobachteten Ausbrüche.